# Juriquilla
Juriquilla – miasto w Meksyku, w stanie Querétaro.